# Erschöpfungsgrundsatz
Der Erschöpfungsgrundsatz ist ein Rechtsgrundsatz aus dem Immaterialgüterrecht. Schutzrechte, die der Erschöpfung unterliegen, „verbrauchen“ sich, in der Regel sobald der geschützte Gegenstand zum ersten Mal rechtmäßig in Verkehr gebracht wurde. Der Schutz kann danach nicht mehr in Anspruch genommen werden. Zusätzlich zum Inverkehrbringen gibt es in der Regel noch weitere Bedingungen, die sich aber je nach Rechtsgebiet und Rechtsordnung unterscheiden. Bezugsobjekt des Erschöpfungsgrundsatzes ist immer ein konkreter Gegenstand: So unterliegt etwa das deutsche Patentrecht zur Gänze dem Erschöpfungsgrundsatz – das rechtmäßige Inverkehrbringen eines Exemplars einer patentrechtlich geschützten Maschine führt aber nur zum Erlöschen patentrechtlicher Befugnisse an diesem konkreten Exemplar; andere Exemplare müssen davon unabhängig betrachtet werden.
Dem Erschöpfungsgrundsatz kommt eine wichtige Bedeutung für den freien Warenverkehr zu. Neben dem Patentrecht unterliegen auch andere Immaterialgüterrechte zu weiten Teilen der Erschöpfung, etwa Ansprüche aus dem Marken- und dem Designrecht. Das Urheberrecht kennt den Erschöpfungsgrundsatz für das Verbreitungsrecht.
Je nachdem, auf welchem Ort für das Vorliegen der Erschöpfungserfordernisse abgestellt wird, kann man zwischen internationaler Erschöpfung (wobei ein Erfüllen der Erschöpfungsvoraussetzungen in irgendeinem beliebigen Staat dazu führt, dass sich das inländische Recht erschöpft), regionaler Erschöpfung (wobei ein Erfüllen der Erschöpfungsvoraussetzungen in einer bestimmten Region dazu führt, dass sich das inländische Recht erschöpft) und nationaler bzw. inländischer Erschöpfung (wobei nur ein Erfüllen der Erschöpfungsvoraussetzungen im Inland zur Erschöpfung führt) unterscheiden.

## Nationale Regelungen

### Deutschland

#### Patentrecht
Nach dem deutschen Patentgesetz erlöschen die gewährten Rechte in Bezug auf einen Patentgegenstand, der den Erfindungsgedanken verkörpert, sobald die Sache mit Zustimmung des Patentinhabers im Inland in Verkehr gebracht wurde. Ein Patentinhaber kann den Erstverkauf kontrollieren, nicht jedoch nachgelagerte Nutzungen. Die vorherrschende Literaturmeinung sieht im Erschöpfungsgrundsatz eine Inhalts- und Schrankenbestimmung des Patentrechts. Die Erschöpfungswirkung bei Erzeugnissen ist dabei stets objektbezogen, tritt also ausschließlich für den konkreten Gegenstand ein, der mit Billigung des Berechtigten in Verkehr gebracht wurde.
Der patentrechtliche Erschöpfungsgrundsatz ist nicht gesetzlich niedergeschrieben, jedoch in Rechtsprechung wie Literatur seit Langem anerkannt. Darlegungs- und beweislastpflichtig hinsichtlich des Eintritts der Erschöpfung ist derjenige, der sich darauf beruft. Eine rein nationale Erschöpfung (das heißt: Erschöpfungswirkung nur durch Inverkehrbringen im Inland) ist im Zuge der europäischen Integration mit der Zielsetzung der Verwirklichung eines einheitlichen Binnenmarktes (Europäischer Binnenmarkt) nicht mehr zulässig (Art. 30 AEUV). Das Inverkehrbringen in einem Drittstaat außerhalb des EWR führt indessen nach der herrschenden Meinung nicht zur Erschöpfung, sodass die Einfuhr eines Patentgegenstandes nicht ohne Benutzung des inländischen Patents erfolgen kann, selbst wenn das Inverkehrbringen im Ausland mit Zustimmung des Patentinhabers durch einen Dritten erfolgt ist.
Die ökonomische Rechtfertigung des Erschöpfungsgrundsatzes baut auf der Grundüberlegung auf, dass das Patentrecht staatlich geschützte Monopolrechte gewährt. Der Rechtsinhaber hat regelmäßig viel Zeit und Geld zur Erzeugung der geschützten Information aufgebracht – das Schutzrecht soll sicherstellen, dass er die Monopolerlöse aus dem Verkauf der patentierten Gegenstände erhält. Diesem Schutzzweck ist jedoch dann Genüge getan, wenn der Rechtsinhaber den Gegenstand gegen Entgelt in Verkehr gebracht hat. Seine weiteren Befugnisse an der konkreten Sache – nicht an der gesamten geschützten Information – sind damit erschöpft. Darüber hinaus lässt sich mit der Stellung der Immaterialgüterrechte im Rechtssystem argumentieren: Der Erschöpfungsgrundsatz fungiert gewissermaßen als Ausgleichsinstrument zwischen den Interessen des Patentinhabers (der im Zuge des Erstverkaufs einen Gewinn erzielt), dem Interesse des Erwerbers (der in der Regel Eigentumsrechte erwirbt) sowie den Interessen der Allgemeinheit am freien Warenverkehr.

#### Urheberrecht

##### Anwendungsbereich
Das deutsche Urheberrecht wendet den Erschöpfungsgrundsatz – ausschließlich – in Bezug auf das Verbreitungsrecht (§ 17 UrhG) an. Bei diesem handelt es sich um das Recht, „das Original oder Vervielfältigungsstücke des Werkes der Öffentlichkeit anzubieten oder in Verkehr zu bringen“ (§ 17 Abs. 1 UrhG); es zählt zu dem Bündel an Verwertungsrechten, die dem Urheber exklusiv gewährt werden (§ 15 UrhG). Anders als die anderen Verwertungsrechte unterliegt es allerdings der Erschöpfung:

„Sind das Original oder Vervielfältigungsstücke des Werkes mit Zustimmung des zur Verbreitung Berechtigten im Gebiet der Europäischen Union oder eines anderen Vertragsstaates des Abkommens über den Europäischen Wirtschaftsraum im Wege der Veräußerung in Verkehr gebracht worden, so ist ihre Weiterverbreitung mit Ausnahme der Vermietung zulässig.“

Dieser Grundsatz der gemeinschaftsweiten Erschöpfung wird in § 69c Nr. 3 UrhG auch noch einmal explizit im Rahmen der Spezialvorschriften für Computerprogramme aufgegriffen. Das dort vorgesehene Verbreitungsrecht an Computerprogrammen und deren Vervielfältigungsstücken ist gleichfalls insoweit beschränkt, als sich das Verbreitungsrecht an einem Vervielfältigungsstück erschöpft, sobald es im Wege der Veräußerung im EWR in Verkehr gebracht wird. Die beiden Erschöpfungsschranken in § 17 Abs. 2 UrhG und § 69c Nr. 3 Satz 2 UrhG sind mithin nach außen hin im Wesentlichen inhaltsgleich. Der Erschöpfungsgrundsatz gilt für geschützte Leistungen ohne Werkqualität (Leistungsschutzrechte), die ein Verbreitungsrecht gewähren, in entsprechender Weise.
Die Auslegung des Erschöpfungprinzips in Bezug auf das Verbreitungsrecht ist durch Art. 4 Abs. 2 InfoSoc-RL (siehe unten, Abschnitt „Europäische Union“) in der Europäischen Union voll harmonisiert. Eine internationale Erschöpfung kennt das deutsche Urheberrecht nicht, das heißt ein Inverkehrbringen außerhalb des Europäischen Wirtschaftsraums ist unschädlich. Ebenso wenig gibt es einen allgemeinen Erschöpfungsgrundsatz, der sich auch auf andere Verwertungsrechte außer dem Verbreitungsrecht erstreckt. Für das Recht der öffentlichen Wiedergabe stünde einer solchen Auslegung insbesondere auch Unionsrecht entgegen.
Eine prominente Anwendung des Erschöpfungsgrundsatzes war das BGH Urteil vom 6. Juli 2000 (Az. I ZR 244/97), mit dem es Händlern erlaubt wurde, OEM Versionen von Microsoft Windows ohne Hardware zu verkaufen.
Seit Windows 10 gibt es bei Microsoft digitale Lizenzen, mit denen genau dieses BGH Urteil systematisch unterlaufen wird.

##### Geschichte und Rechtfertigung
Der Erschöpfungsgrundsatz ist seit Inkrafttreten des Urheberrechtsgesetzes im Jahr 1966 in § 17 Abs. 2 als Einschränkung des Verbreitungsrechts gesetzlich kodifiziert. Zuvor fehlte es an einer entsprechenden Bestimmung; allerdings erkannte bereits das Reichsgericht im Jahr 1906, dass es dem Urheber nicht möglich sei, aus seinem exklusiven Verbreitungsrecht (§ 11 LUG) heraus den Weiterverkauf eines Werkexemplars zu verhindern, das er selbst oder ein anderer Berechtigter zuvor in Verkehr gebracht hat. Vor der Reichsgerichtsentscheidung war in der Literatur auch die Gegenansicht vertreten worden, die in einem „unerschöpflichen“ Verbreitungsrecht eine „willkommene Waffe gegen die Preisschleuderei im Buchhandel“ sah. Nach dieser – von Gellner unter dem Begriff der Monopoltheorie rubrizierten – Auffassung billigt das Verbreitungsrecht ein absolutes Monopolrecht zu, „dergestalt, daß nur [die Urheber und Verleger] und sonst niemand und unter keinen Umständen über ein Exemplar gewerbsmäßig verfügen  könne[n], es sei denn, daß er von dem Berechtigten eine dahingehende Berechtigung erlangt hätte“. Im deutschsprachigen Schrifttum gilt derweil insbesondere Josef Kohler, der schon 1880 in seiner Befürwortung eines Verbreitungsrechts de lege ferenda das Erschöpfungsprinzip formulierte, als dessen geistiger Vater.
Nach der überwiegenden zeitgenössischen Literaturmeinung findet das sich erschöpfende Verbreitungsrecht seine dogmatische Rechtfertigung in einer Kombination aus Belohnungs- und Verkehrsschutztheorie. Die Belohnungstheorie sieht in der der Erschöpfung unterliegenden Verbreitung die konsequente Fortsetzung des urheberrechtlichen Kompensationsgedankens, wonach dem Urheber vermittels entsprechender Abwehransprüche die Möglichkeit gegeben werden soll, die finanziellen Früchte aus seinem Schaffen zu ziehen. Ab dem Inverkehrbringen gibt es nach dieser Ansicht für eine weitere Kontrolle der Werkverbreitung jedoch keinen Bedarf mehr: Das Recht sei mithin konsumiert. Bekräftigend wird angeführt, dass der Urheber mit seiner Kontrolle über das Inverkehrbringen ohnehin bereits Vergütungsansprüche erheben könne, die auch die weiteren Stufen der Verbreitungskette abdecken. Das Erschöpfungsprinzip dient aus Sicht der Verkehrsschutztheorie fernerhin dazu, größerer Ungewissheit auf nachgelagerten Verbreitungsstufen vorzubeugen. Denn behielte der Urheber die Kontrolle über jeden Akt der Verbreitung seines Werkes, bestünde die Gefahr, dass „in langen Ketten von Verbreitungshandlungen ein Zwischenglied rechtswidrig ist und damit auch alle nachfolgenden Verbreitungsakte das Urheberrecht verletzen“. (Das Urheberrechtsgesetz kennt keinen gutgläubigen Erwerb von gegenständlichen urheberrechtlichen Befugnissen: Niemand kann von einem anderen wirksam Rechte erwerben, über die dieser selbst nicht verfügt. Von jedem, der eine nachgelagerte Verbreitungshandlung vornimmt – etwa dem Eigentümer eines Buches, der dieses weiterverkaufen möchte – wird daher verlangt, die gesamte vorangegangene Lizenzkette auf Lücken zu prüfen; andernfalls riskiert er, das Werk ohne erforderliches Nutzungsrecht genutzt und eine Urheberrechtsverletzung begangen zu haben.) Weiter gefasst wird die Meinung vertreten, dass die Erschöpfung des Verbreitungsrechts dem Zweck dient, den freien Warenverkehr zu gewährleisten (Verkehrssicherungstheorie). Entsprechend sieht etwa der BGH den freien Warenverkehr ohne die Erschöpfung „in unerträglicher Weise behindert“.
Nach der wohl vorherrschenden Literaturmeinung stellt sich der Erschöpfungsgrundsatz in seiner Rechtsnatur als inhaltliche Beschränkung des Verbreitungsrechts dar. Stieper will ihn nichtsdestoweniger konstruktiv den Schranken des Urheberrechts zurechnen.

##### Voraussetzungen und Wirkung
Nach dem Gesetzeswortlaut muss das Werkstück „im Wege der Veräußerung in Verkehr gebracht“ worden sein, damit die Erschöpfungswirkung eintritt. Dies bedeutet insbesondere, dass das Inverkehrbringen durch Vermieten oder Verleihen nicht zur Erschöpfung führt. Gleichzeitig bezieht sich „Veräußerung“ nicht nur auf den Verkauf im Sinne des bürgerlichen Rechts (§§ 433 ff. BGB), sondern erfasst nach der Rechtsprechung des BGH in der Regel jede Übereignung bzw. Entäußerung des Eigentums, ohne dass es auf den Charakter des zugrunde liegenden Kausalgeschäfts (Kauf, Tausch, Schenkung usw.) ankommt. Die (unzulässige) Anbringung von Graffiti-Kunst auf der Ostseite der Berliner Mauer begründet demgegenüber keine erschöpfungsbringende Veräußerung im Sinne von § 17 Abs. 2 UrhG.
Der Erschöpfungsgrundsatz entfaltet seine Wirkung immer nur auf die konkret in Verkehr gebrachten Werkstücke, nicht hingegen auch auf andere Werkexemplare. Wird also beispielsweise ein Buch von einem Verlag an eine Buchhandlung veräußert, so hat dies lediglich zur Folge, dass die Weiterverbreitung dieses konkreten Exemplars (also etwa dessen Verkauf an Endkunden) nicht mehr kontrolliert werden kann; es bleibt dem Verlag unbenommen, in Bezug auf alle weiteren Exemplare des Buchs von seinem Verbreitungsrecht Gebrauch zu machen. Die Darlegungs- und Beweislast für den Eintritt der Erschöpfung trifft stets denjenigen, der sich darauf beruft.

### Schweiz

#### Patentrecht
Das Schweizerische Bundesgericht entschied sich 1999 im Kodak-Entscheid für die nationale Erschöpfung von Patentrechten. Mit der Revision des Bundesgesetzes über die Erfindungspatente (PatG; SR 232.14) wurde im neuen Artikel 9a einseitig der Grundsatz der regionalen Erschöpfung im EWR übernommen. Eine einzige Ausnahme sieht Art. 9a, Abs. 5 für Waren vor, deren Preis staatlich festgelegt wird. Für diese gilt nach wie vor der Grundsatz der nationalen Erschöpfung. Das revidierte Gesetz ist seit dem 1. Juli 2009 in Kraft.

### Vereinigte Staaten

#### Urheberrecht
Im amerikanischen Recht ist der Erschöpfungsgrundsatz unter dem Begriff der first-sale doctrine (etwa: „Erstverkaufsdoktrin“) geläufig. Nach Abschnitt 109 (17 U.S.C. § 109) des Urheberrechtsgesetzes darf der Eigentümer eines rechtmäßig hergestellten Vervielfältigungsstücks oder eine von diesem ermächtigte Person dieses Vervielfältigungsstück ohne Gestattung durch den Urheber verkaufen oder anderweitig entäußern. Für die Anwendbarkeit dieser Bestimmung ist ebenso wie im deutschen Recht unerheblich, wie der Eigentümer das Eigentum erlangt hat (Verkauf, Schenkung etc.); die Bezeichnung first-sale doctrine ist insoweit missverständlich. Die Erschöpfung wirkt sich nur auf das konkrete Werkstück aus, sodass auch unerheblich ist, ob schon einmal irgendein anderes Werkstück verkauft wurde. Ob der Urheber für den Erstverkauf angemessen vergütet wurde, ist für den Eintritt der Erschöpfungswirkung nicht erheblich. Systematisch handelt es sich bei der first-sale doctrine um eine Einrede (affirmative action), sodass derjenige hinsichtlich des Eigentums an einem rechtmäßig hergestellten Vervielfältigungsstück beweislastpflichtig ist, der sich (als Beklagter) darauf beruft. Eine Berufung auf die eingetretene Erschöpfung scheidet auch dann aus, wenn der (Zweit-)Verkäufer nichts von der unrechtmäßigen Herstellung des von ihm erworbenen Werkstücks weiß.
Das Erschöpfungsprinzip fand ursprünglich zunächst durch die Rechtsprechung Eingang in das amerikanische Urheberrecht. In Bobbs-Merrill Co. v. Straus hatte der Supreme Court 1908 über die Klage eines Verlegers zu entscheiden, der einem Buchhändler verbieten wollte, ein Buch aus seinem Programm für weniger als einen US-Dollar zu verkaufen; andernfalls sah er sein Urheberrecht an dem Werk verletzt. Im Anschluss an eine Reihe untergerichtlicher Rechtsprechung gab der Supreme Court dieser Klage nicht statt. Der Rechteinhaber habe mit dem Erstverkauf „sein Verkaufsrecht ausgeübt“; die Möglichkeit, nachgelagerte Verkaufsvorgänge zu kontrollieren, würde ihm ein Recht gewähren, das im Gesetz nicht vorgesehen sei und das den Anwendungsbereich der first-sale doctrine mit Blick auf die gesetzgeberische Intention über Gebühr ausweiten würde. Dieser richterrechtlich statuierte Grundsatz wurde nur ein Jahr später im neuen Copyright Act [1909] kodifiziert, wonach „nichts in diesem Act dahingehend ausgelegt werden soll, die Weitergabe eines Vervielfältigungsstücks eines urheberrechtlich geschützten Werkes, dessen Eigentum rechtmäßig erlangt wurde, zu verbieten, zu verhindern oder zu beschränken“.
Der Umgang mit Fällen mit Auslandsbezug ist umstritten. In der Entscheidung Quality King Distributors, Inc. v. L’anza Research Int’l, Inc. äußerte sich der Supreme Court zur Anspruchsgrundlage gegen die ungewollte (Wieder-)Einfuhr von Werkstücken, die zuvor in den USA hergestellt und exportiert wurden. Nach 17 U.S.C. § 602(a) kommt es nämlich zu einer Verletzung des Verbreitungsrechts, wenn ein im Ausland erworbenes Werkstück ohne Genehmigung durch den Urheber in die Vereinigten Staaten importiert wird. Der Supreme Court befand, dass sich der Urheber darauf aufgrund des Erschöpfungsprinzips nicht mehr berufen könne, wenn er die betreffenden Vervielfältigungsstücke zuvor selbst rechtmäßig hergestellt und ins Ausland verkauft habe. Praktische Bedeutung hat dies insbesondere für Hersteller, die ihre Waren zu unterschiedlichen Preisen im In- und Ausland verkaufen (sogenannte räumliche Preisdifferenzierung); sie können gegen Händler, die die betreffenden Produkte auf einem „billigen“ Markt aufkaufen und anschließend günstig in den „teuren“ Markt des Herstellungslands wiedereinführen, jedenfalls nicht unter urheberrechtlichen Gesichtspunkten vorgehen.
In Kirtsaeng v. John Wiley & Sons, Inc. entschied der Supreme Court im Jahr 2013, dass eine Erschöpfung des Verbreitungsrechts auch dann eintritt, wenn das Vervielfältigungsstück im Ausland rechtmäßig hergestellt und später in die USA eingeführt wurde. Die urheberrechtliche first-sale doctrine implementiert mithin also das Prinzip der internationalen Erschöpfung. Dies ist auch vor dem Hintergrund zu sehen, dass Abschnitt 109 – im Unterschied zu den allermeisten anderen Rechtsordnungen – nicht an ein „Inverkehrbringen“, sondern das Herstellen („made“) anknüpft: Eine rein nationale Auslegung hätte somit in der Befürchtung des Supreme Court drastische Folgen für den inländischen Handel mit im Ausland hergestellten Produkten nach sich gezogen. So verweist die Entscheidung etwa mehrfach auf das Beispiel eines in Japan gefertigten Neuwagens, der von einem Amerikaner erworben und nach einiger Zeit als Gebrauchtwagen weiterverkauft werden solle. Ginge man davon aus, dass das Verbreitungsrecht zu diesem Zeitpunkt noch nicht erschöpft sei, müsste, so das Gericht, hierfür möglicherweise die Genehmigung des Fahrzeugherstellers eingeholt werden, was drastische Folgen für den freien Warenverkehr habe. Dieses Problem stellt sich in Ländern, die an das Inverkehrbringen statt an das Herstellen anknüpfen, nicht, weil ein Inverkehrbringen im inländischen Markt bereits mit dem Import des Neuwagens erfolgt.

## Europäische Union

### Urheberrecht

#### Rechtsgrundlagen
Die Richtlinie 2001/29/EG zur Harmonisierung bestimmter Aspekte des Urheberrechts und der verwandten Schutzrechte in der Informationsgesellschaft (InfoSoc-Richtlinie) geht an zwei Stellen auf die urheberrechtliche Erschöpfung ein. Zum einen verbietet sie den Mitgliedsstaaten, in Bezug auf bestimmte Rechte eine Erschöpfungsregelung zu implementieren. Betroffen ist davon namentlich das in der InfoSoc-RL garantierte Recht des Urhebers, über die „drahtgebundene oder drahtlose öffentliche Wiedergabe“ seiner Werke „einschließlich der öffentlichen Zugänglichmachung […] in der Weise, dass sie Mitgliedern der Öffentlichkeit von Orten und zu Zeiten ihrer Wahl zugänglich sind“, zu entscheiden. Die Richtlinie gewährt das gleiche Recht neben dem Urheber in Bezug auf seine Werke außerdem auch einigen anderen Adressaten, die in Art. 3 Abs. 2 InfoSoc-RL aufgezählt werden, beispielsweise dem Tonträgerhersteller in Bezug auf seinen Tonträger. In allen genannten Fällen darf sich das Wiedergaberecht ausdrücklich „nicht mit den in diesem Artikel genannten Handlungen der öffentlichen Wiedergabe oder der Zugänglichmachung für die Öffentlichkeit [erschöpfen]“ (Art. 3 Abs. 3 InfoSoc-RL). Wird also etwa ein Tonträger im Radio erlaubterweise abgespielt und damit öffentlich wiedergegeben, oder wird ein Gedicht erlaubterweise im frei zugänglichen Internet eingestellt, so dürfen dem Tonträgerhersteller bzw. dem Dichter dadurch keine Wiedergaberechte erlöschen. Diesem „Erschöpfungsverbot“ kommt eher klarstellender Charakter zu; der Gedanke, dass das Wiedergaberecht nach der Erstwiedergabe nie wieder angewandt werden kann, würde schließlich gerade den Schutzzweck dieses Rechts untergraben und erscheint infolgedessen fernliegend.
Zum anderen bestimmt die InfoSoc-Richtlinie, dass die Mitgliedsstaaten zwingend ein Verbreitungsrecht zu gewährleisten haben, das heißt ein ausschließliches Recht, „in Bezug auf das Original ihrer Werke oder auf Vervielfältigungsstücke“ die „Verbreitung an die Öffentlichkeit in beliebiger Form durch Verkauf oder auf sonstige Weise zu erlauben oder zu verbieten“ (Art. 4 Abs. 1 InfoSoc-RL). In Bezug auf dieses Verbreitungsrecht ist eine Erschöpfung freilich grundsätzlich zulässig, doch setzt der europäische Gesetzgeber dieser Grenzen:

„Das Verbreitungsrecht erschöpft sich in der Gemeinschaft in Bezug auf das Original oder auf Vervielfältigungsstücke eines Werks nur, wenn der Erstverkauf dieses Gegenstands oder eine andere erstmalige Eigentumsübertragung in der Gemeinschaft durch den Rechtsinhaber oder mit dessen Zustimmung erfolgt.“

Für die Verbreitung von Computerprogrammen regelt die Richtlinie 2009/24/EG über den Rechtsschutz von Computerprogrammen (Computerprogramm-Richtlinie) die Erschöpfung.

„Mit dem Erstverkauf einer Programmkopie in der Gemeinschaft durch den Rechtsinhaber oder mit seiner Zustimmung erschöpft sich in der Gemeinschaft das Recht auf die Verbreitung dieser Kopie; ausgenommen hiervon ist jedoch das Recht auf Kontrolle der Weitervermietung des Programms oder einer Kopie davon.“

Die Regelung fand sich auch bereits gleichlautend in der Richtlinie 91/250/EWG über den Rechtsschutz von Computerprogrammen (1991).

#### Rechtsprechung des EuGH
In UsedSoft vs. Oracle hatte der Europäische Gerichtshof (EuGH) über folgende Konstellation zu entscheiden: Das Softwareunternehmen Oracle als Rechteinhaber an einem Computerprogramm bot auf seiner Internetseite eine Version dieses Programms zum Herunterladen an. Um die mit technischen Schutzmaßnahmen versehene Programmkopie nutzbar zu machen, musste der Kunde einen Lizenzvertrag mit Oracle abschließen. Oracle ging dabei so vor, dass es nur „Paketlizenzen“ verkaufte; das kleinste Lizenzpaket berechtigte 25 Nutzer zur Installation und Nutzung des Programms auf ihrem Computer, wobei dem Lizenznehmer „ausschließlich für [seine] internen Geschäftszwecke“ ein „unbefristetes, nicht ausschließliches, nicht abtretbares und gebührenfreies Nutzungsrecht für alles, was Oracle entwickelt und [ihm] auf der Grundlage dieses Vertrags überlässt“, eingeräumt wurde. Das auf den Handel mit Programmlizenzen spezialisierte Unternehmen UsedSoft erwarb bei Kunden von Oracle solche Nutzungslizenzen oder Teile davon, wenn die ursprünglich erworbenen Lizenzen für eine den Bedarf des Ersterwerbers übersteigende Nutzerzahl galten. Die auf diesem Weg erhaltenen Lizenzschlüssel verkaufte UsedSoft anschließend an eigene Kunden. Das Unternehmen berief sich darauf, dass das Verbreitungsrecht von Oracle durch deren Erstverkauf bereits erschöpft sei. Der EuGH folgte dieser Ansicht; ein Verkauf im Sinne von Art. 4 Abs. 2 Computerprogramm-RL liege auch dann vor, wenn dem Ersterwerber gegen Entgelt ein zeitlich unbeschränktes Nutzungsrecht eingeräumt wurde und ihm die Software durch Herunterladen zur Verfügung gestellt wird. Die Erschöpfung betreffe dabei nicht nur Software, die in körperlicher Form auf Datenträgern (weiter)verbreitet wird, sondern auch Software, die im Wege des Herunterladens aus dem Internet in den Verkehr gelangt. Die Online-Übertragung entspreche funktionell der Aushändigung eines physischen Datenträgers, sodass auch eine Auslegung von Art. 4 Abs. 2 Computerprogramm-RL im Lichte des Gleichbehandlungsgrundsatzes dieses Ergebnis nahelege. Die Entscheidung, mit der der EuGH für Computerprogramme eine „Online-Erschöpfung“ postulierte, war und ist in der Literatur umstritten.
In Abgrenzung hierzu steht der Fall, dass ein Softwarenutzer eine physische Programmkopie (zum Beispiel CD-ROM) mit einer Lizenz zur unbefristeten Nutzung erwirbt, hiervon eine Sicherungskopie anfertigt und diese nach Unbrauchbarwerdung seiner Originalkopie (Zerstörung, Verlust) an einen Dritten verkauft. Die Erschöpfung bezieht sich also nur auf den Originaldatenträger. Dieser darf unter Rückgriff auf den Erschöpfungsgrundsatz zustimmungsfrei weiterverkauft werden, sofern alle anderen im Besitz befindlichen (Sicherungs)kopien vernichtet werden. Wird hingegen der Originaldatenträger unbrauchbar, darf die zuvor erstellte Sicherungskopie nur mit Zustimmung des Rechteinhabers veräußert werden.
Die ergangene Rechtsprechung zur Computerprogramm-RL gab Anlass zu intensiven Spekulationen darüber, wie der EuGH die nach der InfoSoc-RL zu beurteilende Erschöpfung bei anderen Werkarten beurteilen würde, zumal der EuGH in UsedSoft ausdrücklich betonte, die dort entscheidungserhebliche Computerprogramm-RL genieße als lex specialis Vorrang vor der InfoSoc-RL. In Allposters vs. Pictoright hatte der EuGH über das Vorgehen eines Vertreibers von Kunstreproduktionen zu befinden. Dieser verkaufte Reproduktionen – mit Zustimmung des Rechteinhabers am jeweiligen Motiv – in Form von Postern. Daneben übertrug Allposters die Reproduktionen jedoch außerdem mittels eines chemischen Verfahrens vom Papier auf Leinwand und bot auch diese – in diesem Fall ohne Genehmigung durch den Rechteinhaber – an. Allposters stützte dieses Vorgehen unter anderem darauf, dass sich das Verbreitungsrecht der Rechteinhaber bereits mit dem erlaubterweise erfolgenden Inverkehrbringen der Poster erschöpft habe, sodass seitens der Verwertungsgesellschaft Pictoright keine weiteren Abwehransprüche bestünden. Dem trat der EuGH entgegen, indem er zunächst feststellte, dass die Erschöpfung des Verbreitungsrechts aus Art. 4 Abs. 2 InfoSoc-RL nicht auf geistige Schöpfung des Urhebers, sondern auf den ein geschütztes Werk oder dessen Vervielfältigungsstück verkörpernden Gegenstand Anwendung findet. Davon ausgehend stellte er fest, dass durch die Übertragung auf Leinwand ein neuer Gegenstand geschaffen worden sei, sodass sich Allposters auch nicht auf die erschöpfende Wirkung des Inverkehrbringens in Form des Posters berufen konnte; entscheidend sei hierfür nämlich, „ob der geänderte Gegenstand als solcher insgesamt gesehen materiell der Gegenstand ist, der mit Zustimmung des Rechteinhabers in Verkehr gebracht wurde“.
Im Dezember 2019 entschied der EuGH in der Sache Tom Kabinet (C-263/18), dass der Erschöpfungsgrundsatz nicht auf E-Books und andere Werkarten nach der EU-Urheberrichtlinie anwendbar ist. Demnach handelt es sich beim Erwerb eines E-Books nicht um den Kauf eines Vervielfältigungsstücks, sondern um einen Lizenzvertrag in Form der öffentlichen Wiedergabe. Somit sind sowohl Verleih und Vermietung von E-Books als auch jeglicher Weiterverkauf ohne Zustimmung des Rechteinhabers unzulässig. Nur für Software bleibt es bei der bisherigen Rechtsprechung, weil deren Erwerb nicht nach der Urheberrechts-RL behandelt wird, sondern durch die Computerprogramm-RL spezialgesetzlich geregelt ist.

## Konventionsrecht

### Urheberrecht

#### WIPO-Verträge
Art. 6 Abs. 1 des WIPO-Urheberrechtsvertrags (WCT) vom 20. Dezember 1996 gewährleistet das ausschließliche Recht der Urheber von Werken der Literatur und der Kunst, zu erlauben, dass das Original und Vervielfältigungsstücke ihrer Werke durch Verkauf oder sonstige Eigentumsübertragung der Öffentlichkeit zugänglich gemacht werden. Abs. 2 stellt dabei für die nationalstaatlichen Regelungen eines solchen Verbreitungsrechts klar, dass

„[d]ieser Vertrag […] nicht die Freiheit der Vertragsparteien [berührt], gegebenenfalls zu bestimmen, unter welchen Voraussetzungen sich das Recht nach Absatz 1 nach dem ersten mit Erlaubnis des Urhebers erfolgten Verkauf des Originals oder eines Vervielfältigungsstücks oder der ersten sonstigen Eigentumsübertragung erschöpft.“

Hierbei beziehen sich die Begriffe „Original“ und „Vervielfältigungsstück“ nach den gemeinsam vereinbarten Erklärungen jeweils ausschließlich auf Vervielfältigungsstücke, die als körperliche Gegenstände in Verkehr gebracht werden können. Entstehungsgeschichtlich handelte es sich bei der Frage der Erschöpfung um den zentralen Streitpunkt im Zusammenhang mit der breit unterstützten Aufnahme eines Verbreitungsrechts in die WCT; Art. 6 Abs. 2 war schließlich das Ergebnis langer Diskussionen um vielzählige Textvorschläge der Staatsvertreter. Teilweise wurde etwa vorgeschlagen, auf die Erschöpfung gar nicht einzugehen; andere Staaten befürworteten demgegenüber ein ausdrückliches Verbot der internationalen Erschöpfung.
Art. 6 Abs. 2 überlässt es ausdrücklich den Vertragsparteien, ob sie für das Verbreitungsrecht ein Erschöpfungsprinzip vorsehen und, falls sie dies tun, welchem Format dieses folgt, also etwa, ob sich das Verbreitungsrecht national, regional oder international erschöpft. Die Formulierung „durch Verkauf oder sonstige Eigentumsübertragung“ bezweckt eine Beschränkung des Verbreitungsrechts auf dauerhafte Verbreitungsvorgänge, worunter neben dem Verkauf etwa auch die Eigentumsübertragung durch Tauschgeschäfte oder Spenden fallen. Hierbei handelt es sich um Mindeststandards; den Vertragsparteien steht es frei, durch eine Erweiterung der als Verbreitungen erfassten Handlungen ein höheres Schutzniveau zu gewähren (und, spiegelbildlich, dieses durch einen Erschöpfungsgrundsatz auch wieder einzuschränken). Im Umfang des im WCT gewährten Verbreitungsrechts darf eine Erschöpfung demgegenüber nur in dem von Art. 6 Abs. 2 abgesteckten Rahmen eintreten. Soweit die Regelung darauf verweist, dass diese Regelungsfreiheit durch die WCT „nicht […] berührt“ werde, so bezieht sich dies insbesondere auch auf die Anwendung des Drei-Stufen-Tests nach Art. 10 WCT; eine zulässige Erschöpfungsregelung im Sinne des Art. 6 Abs. 2 WCT muss sich mithin nicht mehr zusätzlich am Drei-Stufen-Test der WCT messen lassen.